# Палтинени (Бузау)
Палтинени (рум. Păltineni) насеље је у Румунији у округу Бузау у општини Нехоју. Oпштина се налази на надморској висини од 338 m.

## Становништво
Према подацима из 2002. године у насељу је живело 869 становника, од којих су сви румунске националности.